# نادية فهمي
نادية فهمي (6 يناير 1950 - 14 فبراير 2019)، ممثلة مصرية.

## عن حياتها
درست التمثيل في المعهد العالي للفنون المسرحية في القاهرة قامت بأدور مع رواد السينما المصرية الأوائل مثل محمود المليجي، وشكري سرحان، وزوزو ماضي, ثم توقفت لفترة عن التمثيل وبعدها عادت لتشارك في مسلسل درامي اسمه الرحايا، وكان آخر أعمالها الخواجة عبد القادر مع يحيى الفخراني.

## أعمالها

### المسلسلات
1. الخواجة عبد القادر (2012)....مناظر.
2. الرحايا حجر القلوب (2009)....لميعه.
3. وتر مشدود (2009).
4. وعد مش مكتوب (2009).
5. نجوم قي سماء الحضارة الإسلامية (2001).
6. اهالينا (1997).
7. شارع المواردي
8. نصف ربيع الآخر (1996)
9. ساكن قصادى (1995).
10. أرابيسك (1994)
11. ضمير أبلة حكمت (1991)
12. وأدرك شهريار الصباح (1985)….شفيقة.
13. الباحثة (1979)…. نبيلة.
14. أصابع الزمن (1982)….ليلى
15. برج الحظ (1978)….ميرفت.
16. القضبان (1974).
17. يا رجال العالم اتحدوا (2000)
18. مسلسل لقيطة (1977)
19. مسلسل شرارة وجه النحس (1980)
20. مسلسل عالم عم امين (1983)

### الأفلام
1. برتيتا (2012) المنجمة
2. ام حسن [فيلم قصير] (2003).
3. زوجة محرمة (1991).... سعدية.
4. المرشد (1989).
5. أسعد الله مسائك (1987).
6. الحدق يفهم (1986).
7. فوزية البرجوازية (1985).
8. الليلة الموعودة (1984).
9. مرزوقة (1983).
10. يمهل ولا يهمل (1979).

## وفاتها
توفيت في يوم الخميس 14 فبراير 2019 في مدينة القاهرة بعد صراع طويل مع المرض عن عمر يناهز 69 سنة.

## روابط خارجية
- نادية فهمي على موقع IMDb (الإنجليزية)
- نادية فهمي على موقع قاعدة بيانات الأفلام العربية
- نادية فهمي على موقع ألو سيني (الفرنسية)
- نادية فهمي على موقع كينوبويسك (الروسية)